# Bartošovce
Bartošovce es un municipio del distrito de Bardejov en la región de Prešov, Eslovaquia, con una población estimada a final del año 2024 de 774 habitantes.
Se encuentra ubicado en el centro-norte de la región, cerca del río Topľa (cuenca hidrográfica del río Tisza) y de la frontera con Polonia.

## Demografía
| Año        | 1994 | 2004    | 2014    | 2024    |
| ---------- | ---- | ------- | ------- | ------- |
| Población  | 707  | 724     | 718     | 774     |
| Diferencia |      | +2,40 % | −0,82 % | +7,79 % |

| Año        | 2023 | 2024    |
| ---------- | ---- | ------- |
| Población  | 758  | 774     |
| Diferencia |      | +2,11 % |